# Double Barrel
Double Barrel je bio popularni reggae singl dvojca Dave and Ansell Collins. Objavila ga je ga je diskografska kuća Techniques Records koja je bila dijelom diskografske kuće Trojan Records.
Napisao ga je i producirao Ansell Collins. Glasovne dionice je ispjevao Dave Barker, koji je snimao kao studijski glazbenik već 5 godina na Jamajci, prvenstveno kod Clementa Dodda i Leeja Perryja. Singl je 1971. godine objavio izvršni producent Winston Riley, bivši pjevač sastava The Techniques. Pjesma je postala jednom od prvih reggae uspješnica koja je napravila uspjeh na međunarodnoj pozornici. Značajno je da se na ovom singlu pojavljuje poznati bubnjar Sly Dunbar koji je onda poznati imao samo 14 godina i to je njegovo prvo pojavljivanje na nekom nosaču zvuka.
Pjesma je 1. svibnja 1971. postala br.1 na britanskoj ljestvici singlova. Dvojac se na ljestvici pojavljuje pod imenom Dave and Ansil Collins.  Držala je to mjesto dva tjedna, sve do 15. svibnja. Došla je do prvih 30 na Billboardovoj ljestvici, a najdalje je došla do 22. mjesta.
Pjesmi su pozadina bili kasniji ska izvođači The Selecter i The Specials.
Na britanskim ljestvicama je zamijenila pjesmu Hot Love sastava T.Rex, a nju je 15. svibnja potisnula s 1. mjesta pjesma Knock Three Times izvođača Tony Orlando and Dawn.